# 布英克
布英克（??—1757年)，那拉氏，中國清朝前鋒校署章京，滿州正黃旗人。

## 生平
乾隆二十一年(1756年)，阿敏道率三千餘人前往回部各城。阿敏道在庫車城被呼岱巴爾氐所騙，僅帶一百餘人入城；布英克隨阿敏道一同進入庫車城，後被呼岱巴爾氐所囚。
乾隆二十二年(1757年)，霍集占下令殺死阿敏道，呼岱巴爾氐得知後，暗中告知阿敏道；於是阿敏道率眾逃離庫車城，後被霍集占追擊，阿敏道與布英克等一百餘人全數戰死。
乾隆二十三年(1758年)，乾隆皇帝卹奉布英克為雲騎尉